# 漫展模拟器
《漫展模拟器》（英文名：The Con Simulator）是一款由独立游戏开发者大谷Spitzer开发，bilibili独家代理发行的策略模拟经营游戏。游戏对应Microsoft Windows及Mac OS X平台。将于2019年在Steam平台发行。

## 游戏简介
游戏背景设定在经济危机下的大都会之国，玩家需要通过合理经营举办漫展来打败竞争对手，拯救世界。
在游戏中，玩家需要通过扮演不同的主办方来举办漫展，自行规划设计场馆。同时游戏还开放了摊位和NPC的自定义功能，玩家通过摊位的摆放、coser及工作人员的雇佣来合理规划人流路线，赚取金币。
每一场漫展结束后，玩家将会进入大地图决策页面，高级展位的研发、下届漫展场馆的预定也都在该页面进行。玩家可以通过消耗自己的公关点数来使用卡牌，每张卡牌拥有不同的功能，有些卡牌可以用来增加己方场馆的经济效益，还有些负面卡牌可以给竞争对手场馆产生人气值下降等不良影响，从而达到占领对手场馆的目标。

每轮游戏过程中，还有几率发生各种随机事件，例如酷热严寒、地震爆发、甚至是古神复苏等等。这些随机事件很可能会永久影响一个地区的办展策略。

## 开发历程
《漫展模拟器》的作者大谷，是一名游戏开发者，他独立完成了游戏的策划、美术、程序、音乐等全部内容的制作。
这款游戏的创意来自于大谷大学时期参加过的一场漫展，他作为摊主参加了这次漫展，于是制作一款模拟经营漫展游戏的想法就此诞生了。为了丰富这款游戏的内容，大谷花费了大量的时间在参加各种展览上，并将展览中的经历与收获融入了自己的游戏中。
目前，游戏的开发正在按部就班的进行中，在制作过程中，他还用视频记录下了开发过程并上传至了B站。

## 荣誉奖项
- 2018 中国独立游戏大赛IndiePlay 最佳设计入围作品
- 2018 全球游戏开发者大会Indie Prize独立游戏展 最终入围[6][7]